# 塔爾諾沃冰山麓

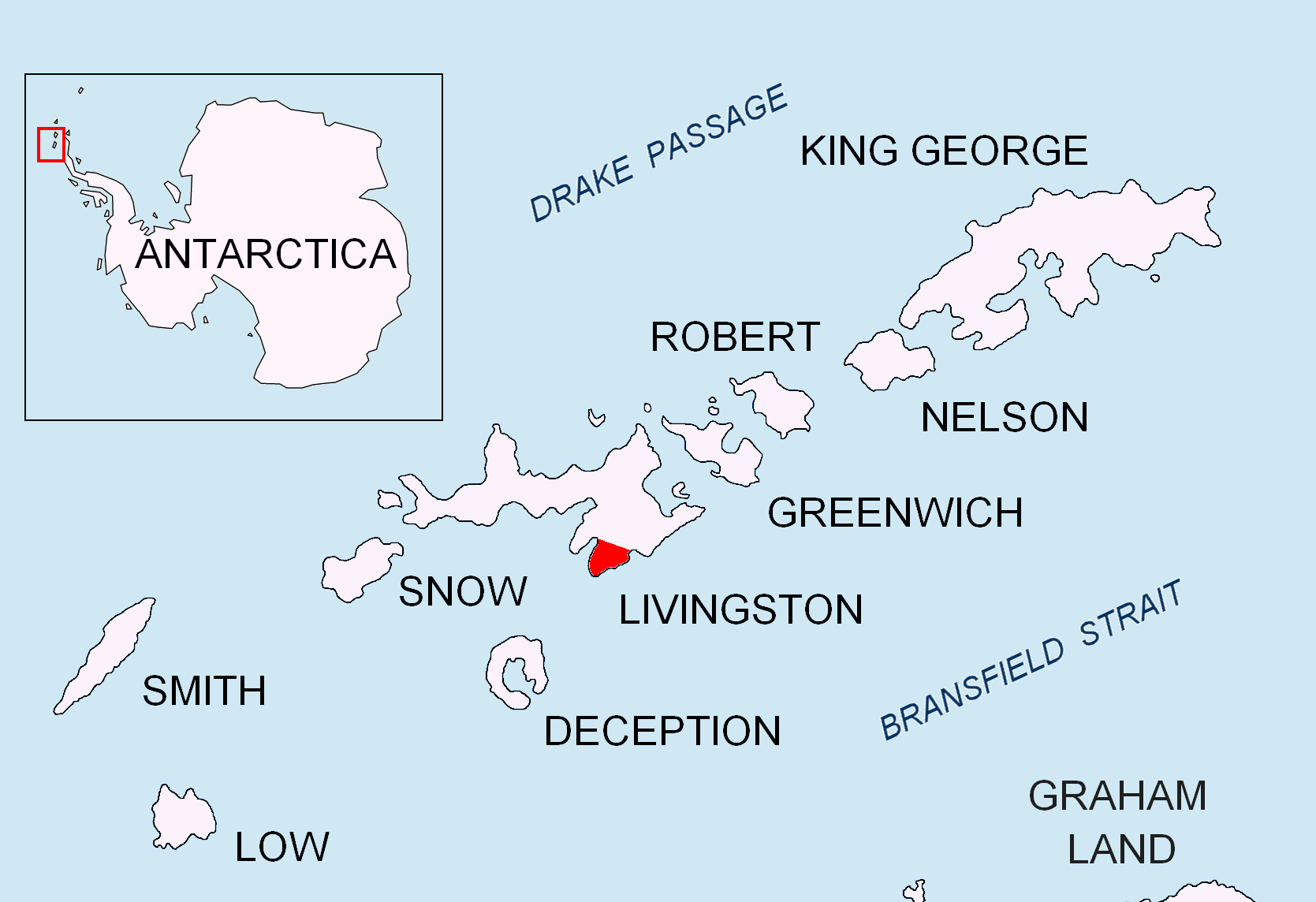

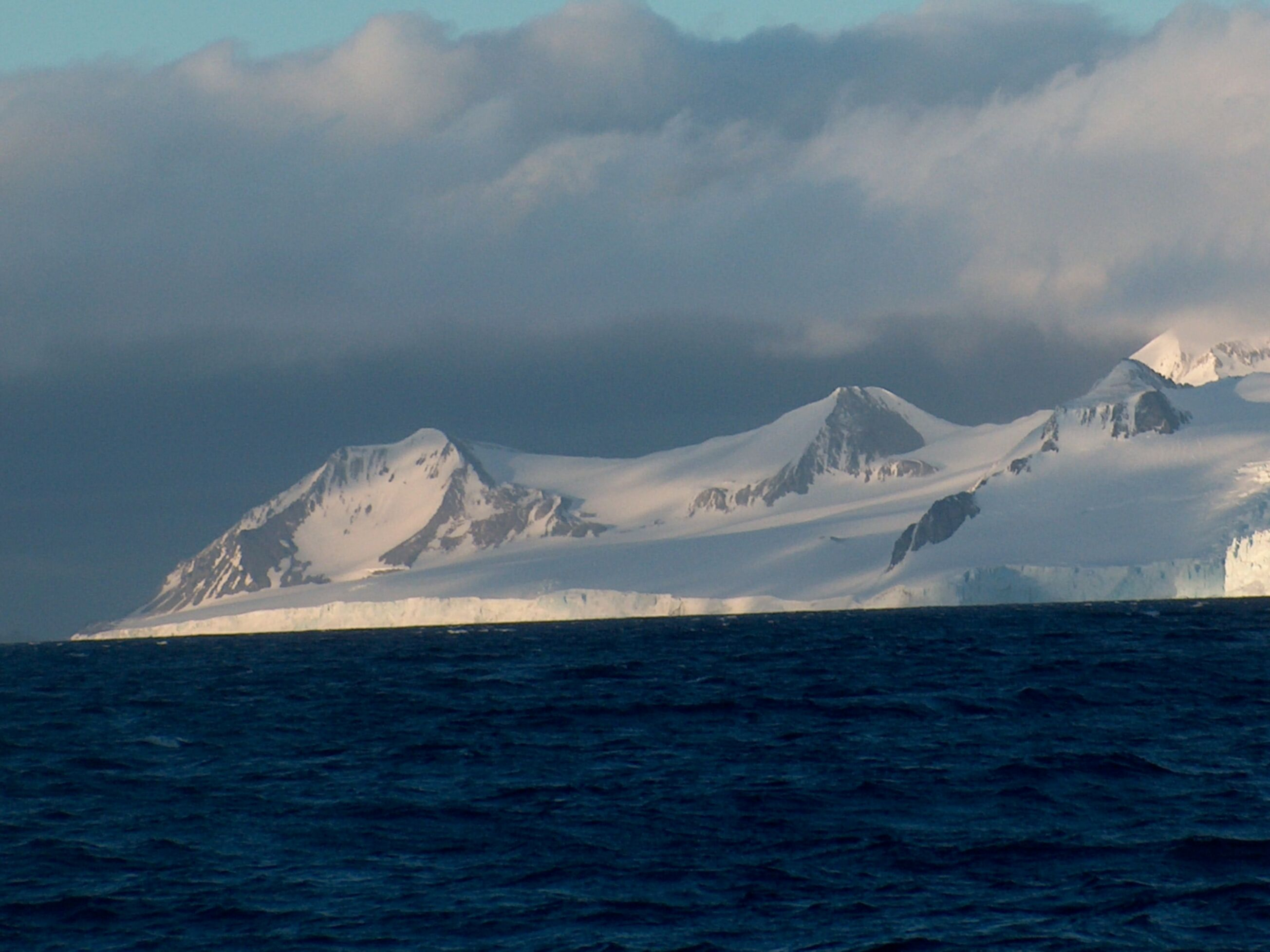

塔爾諾沃冰山麓（Tarnovo Ice Piedmont），是南極洲的冰山麓，位於南設得蘭群島的利文斯頓島，處於查里蒂冰川東南面和普雷斯帕冰川西南面的羅任半島，長3.5公里、寬2.5公里，現時由南極條約體系管理。
62°44′55″S 60°16′10″W / 62.74861°S 60.26944°W